# Duguetia macrophylla
Duguetia macrophylla este o specie de plante angiosperme din genul Duguetia, familia Annonaceae, descrisă de Robert Elias Fries. Conform Catalogue of Life specia Duguetia macrophylla nu are subspecii cunoscute.